# Lenggries
Lenggries település Németországban, azon belül Bajorországban. Lakosainak száma 10 143 fő (2023. december 31.). Lenggries Mittenwald és Jachenau községekkel határos.

## Népesség
A település népessége az elmúlt években az alábbi módon változott:
| Lakosok száma | 2416 | 6499 | 8120 | 9548 | 9787 | 9835 | 10 000 | 10 027 | 10 058 | 10 143 |
|               | 1875 | 1950 | 1975 | 2011 | 2013 | 2014 | 2016   | 2018   | 2021   | 2023   |